# Artur Boruc
Arthur Boruc (født 20. februar 1980 i Siedlce) er en polsk fodboldspiller, der er målmand for den engelske fodboldklub A.F.C. Bournemouth, hvor han har spillet siden 2014. Han kom til klubben fra Southampton F.C..

## Karriere
Arthur Boruc startede for alvor sin karriere i den polske klub Legia Warszawa, hvor han spillede ca. 69 kampe og var med til at vinde det polske mesterskab i 2002. Da hans karriere dernæst førte ham uden for sit hjemland, var Skotland et ideelt valg for den polske målmand, da han er kendt for sin barske og hårde spillestil. Han har spillet over 180 kampe for Celtic og været med til at vinde tre skotske mesterskaber med klubben.

## Problemer med rivalerne
Han blev hurtigt populær hos Celtic-fansene både pga. sine udtalte katolske holdninger og sit modige spil. Omvendt fik fansene fra rivalerne Glasgow Rangers F.C. hurtigt et dårligt forhold til Artur Boruc, fordi han slog korsets tegn, hver gang han kom på banen. Dette passer ikke disse fans, da de og deres klub er udpræget protestantiske og ser det som et typisk tegn på deres ærkerivaler.